# Cá tạp

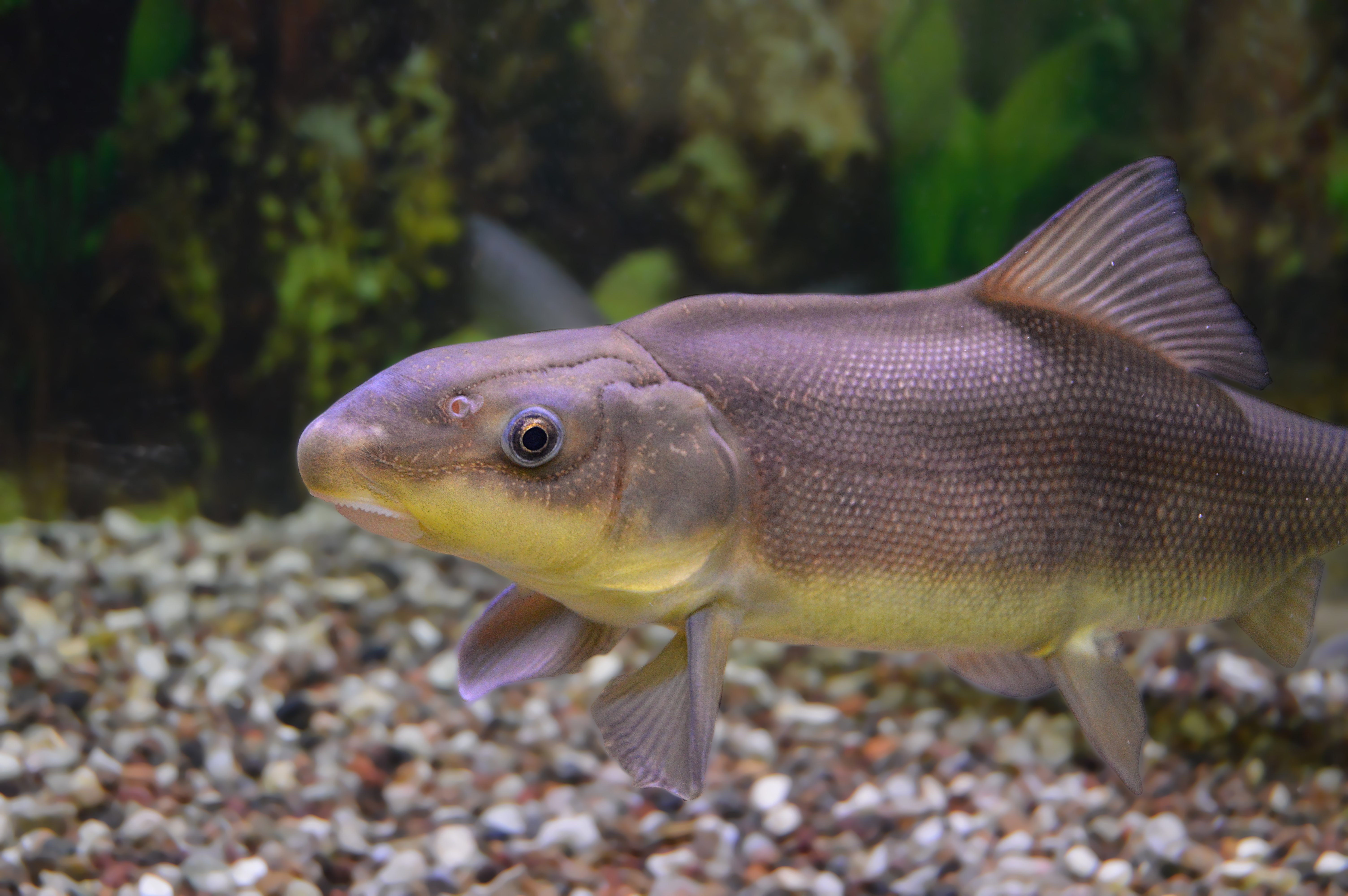
Một loài cá tạp là Cá mút Razorback

Cá tạp là thuật ngữ chỉ các loài cá cỡ nhỏ kém giá trị kinh tế và thường lẫn vào một cách không mong muốn trong các địa điểm nuôi cá hay câu cá của con người và được coi là loài gây hại do quan hệ dinh dưỡng của chúng là những đối tượng cạnh tranh thức ăn với cá nuôi và cá kinh tế tự nhiên. Đồng thời có một số cá tạp có tác hại đối với cá kinh tế bằng cách ăn hại trứng và cá con của các loài cá này, và gây ra những phiền toái trong câu cá thể thao.

## Một số loài

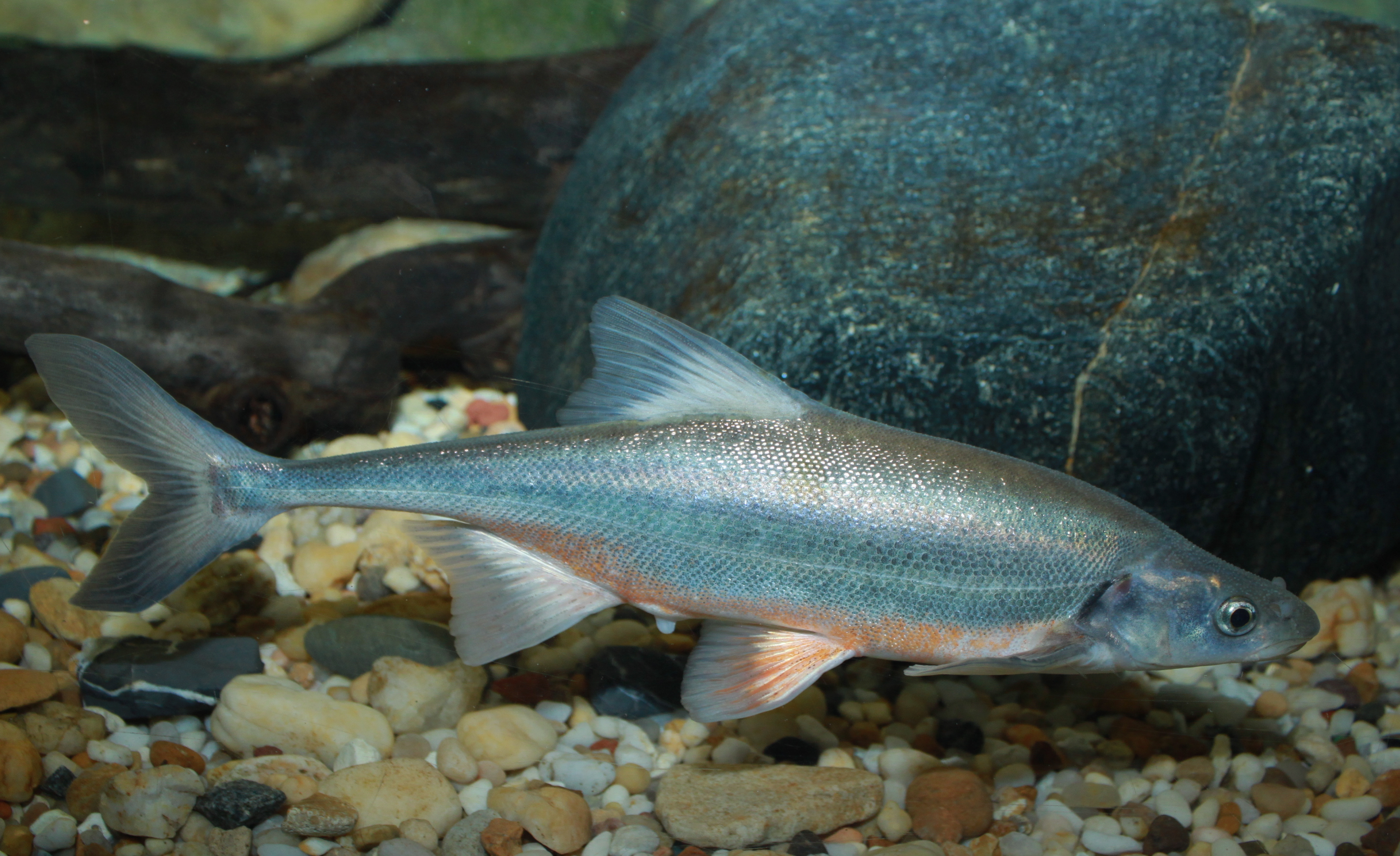
Một loài cá tạp

Một số loài sau đây được coi là cá tạp hay loài phiền toái ở các nước Anh-Mỹ:
- Cycleptus elongatus[1]
- Xyrauchen texanus[2]
- Moxostoma robustum[3]
- Chasmistes cujus[4]
- Moxostoma congestum[5]
- Moxostoma spp.[6]
- Chasmistes brevirostris[7]
- Catostomus latipinnis[8]
- Moxostoma valenciennesi[9]
- Ptychocheilus spp.
- Gila robusta
- Gila cypha
- Gila elegans

## Xử lý
Việc xử lý cá tạp trong nuôi cá mặt nước lớn không đơn giản như nuôi cá ao. Ở trong ao ương cá con và nuôi cá thịt tác hại của cá tạp rất rõ rệt, do vậy thường đặt yêu cầu xử lý ở mức độ tiêu diệt và về khả năng có thể chủ động thực hiện được. Trong nuôi cá mặt nước lớn, căn cứ vào tình hình cụ thể có thể xử lý cá dữ cá tạp ở những mức độ khác nhau như tiêu diệt, đánh bắt triệt để đánh bắt tích cực, khống chế mức độ phát triển hoặc cũng có khi đặt thành đối tượng nuôi đối với một số loài cá có giá trị kinh tế cao hoặc cần nuôi theo yêu cầu đặc biệt. 

## Lưu ý
Muốn quyết định xử lý ở mức độ nào cần chú ý những vấn đề sau 
- Căn cứ vào diện tích vùng nước lớn hay nhỏ.
- Điều kiện đánh bắt dễ hay khó và khả năng đánh bắt có chủ động khống chế được hay không.
- Tính ăn cụ thể của cá tạp đối với từng đối tượng cụ thể trong từng vùng nước cụ thể, hay nói rộng hơn là đặc tính sinh học của chúng.
- Tình hình thả cá giống về thành phần, cỡ cá, số lượng, mật độ, mùa vụ thả giống, tốc độ lớn của cá giống sau khi thả.
- Tình hình phát triển của các loài cá tự nhiên trong vùng nước.
- Mức độ ảnh hưởng của cá tạp đối với các cá con của các loài cá nuôi và cá kinh tế.
- Quy luật phát triển của các đối tượng cá tạp trong điều kiện nuôi thả và khai thác thường xuyên.
- Giá trị kinh tế của từng đối tượng cá tạp trong vùng nước. Ví dụ như loài Atractosteus spatula (cá cá sấu), trong gần một nửa thế kỷ, chúng được coi là "cá tạp" hay một "loài phiền toái" có hại cho dân chơi câu cá, và do đó mục tiêu cho việc loại bỏ bởi chính quyền bang và liên bang ở Hoa Kỳ. Sau đó chúng đã được bảo vệ.